# Bazenville
Bazenville est une commune française, située dans le département du Calvados en région Normandie, peuplée de 144 habitants.

## Géographie
Bazenville est une commune du Calvados appartenant au pays du Bessin et à la communauté de communes Seulles Terre et Mer. Elle se situe à quatre kilomètres de Creully et neuf kilomètres de Bayeux.
| Ryes      | Meuvaines  | Crépon          |
| Le Manoir | Bazenville | Villiers-le-Sec |
| Le Manoir | Le Manoir  |                 |

### Hydrographie
La commune est située dans le bassin Seine-Normandie. Elle n'est drainée par aucun cours d'eau,.

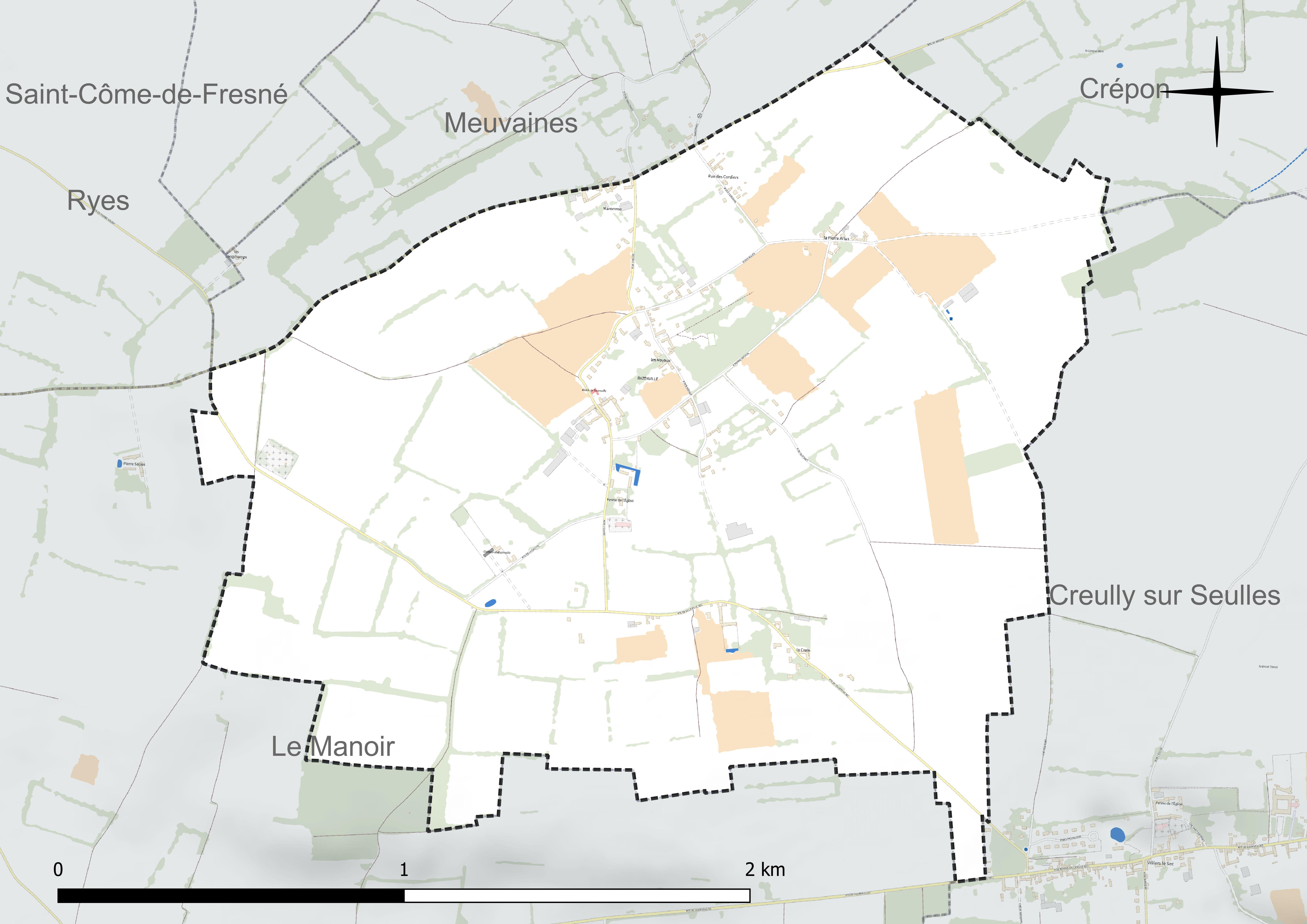
Réseau hydrographique de Bazenville.

### Climat
Pour des articles plus généraux, voir Climat de la Normandie et Climat du Calvados.
En 2010, le climat de la commune est de type climat océanique franc, selon une étude du CNRS s'appuyant sur une série de données couvrant la période 1971-2000. En 2020, Météo-France publie une typologie des climats de la France métropolitaine dans laquelle la commune est exposée à un climat océanique et est dans la région climatique  Normandie (Cotentin, Orne), caractérisée par une pluviométrie relativement élevée (850 mm/a) et un été frais (15,5 °C) et venté. Parallèlement le GIEC normand, un groupe régional d'experts sur le climat, différencie quant à lui, dans une étude de 2020, trois grands types de climats pour la région Normandie, nuancés à une échelle plus fine par les facteurs géographiques locaux. La commune est, selon ce zonage, exposée à un « climat des plateaux abrités », correspondant à la plaine agricole de Caen à Falaise, sous le vent des collines de Normandie et proche de la mer, se caractérisant par une pluviométrie et des contraintes thermiques modérées.
Pour la période 1971-2000, la température annuelle moyenne est de 10,8 °C, avec  une amplitude thermique annuelle de 11,7 °C. Le cumul annuel moyen de précipitations est de 758 mm, avec 12,3 jours de précipitations en janvier et 7,8 jours en juillet. Pour la période 1991-2020, la température moyenne annuelle observée sur la station météorologique la plus proche, située sur la commune de Bernières-sur-Mer à 12 km à vol d'oiseau, est de 11,7 °C et le cumul annuel moyen de précipitations est de 695,0 mm,. Pour l'avenir, les paramètres climatiques de la commune estimés pour 2050 selon différents scénarios d'émission de gaz à effet de serre sont consultables sur un site dédié publié par Météo-France en novembre 2022.

## Urbanisme

### Typologie
Au 1er janvier 2024, Bazenville est catégorisée commune rurale à habitat dispersé, selon la nouvelle grille communale de densité à 7 niveaux définie par l'Insee en 2022.
Elle est située hors unité urbaine. Par ailleurs la commune fait partie de l'aire d'attraction de Caen, dont elle est une commune de la couronne,. Cette aire, qui regroupe 296 communes, est catégorisée dans les aires de 200 000 à moins de 700 000 habitants,.

### Occupation des sols
L'occupation des sols de la commune, telle qu'elle ressort de la base de données européenne d'occupation biophysique des sols Corine Land Cover (CLC), est marquée par l'importance des territoires agricoles (99,9 % en 2018), une proportion identique à celle de 1990 (99,9 %). La répartition détaillée en 2018 est la suivante : 
terres arables (67,4 %), prairies (32,5 %), zones urbanisées (0,1 %). L'évolution de l'occupation des sols de la commune et de ses infrastructures peut être observée sur les différentes représentations cartographiques du territoire : la carte de Cassini (XVIIIe siècle), la carte d'état-major (1820-1866) et les cartes ou photos aériennes de l'IGN pour la période actuelle (1950 à aujourd'hui).

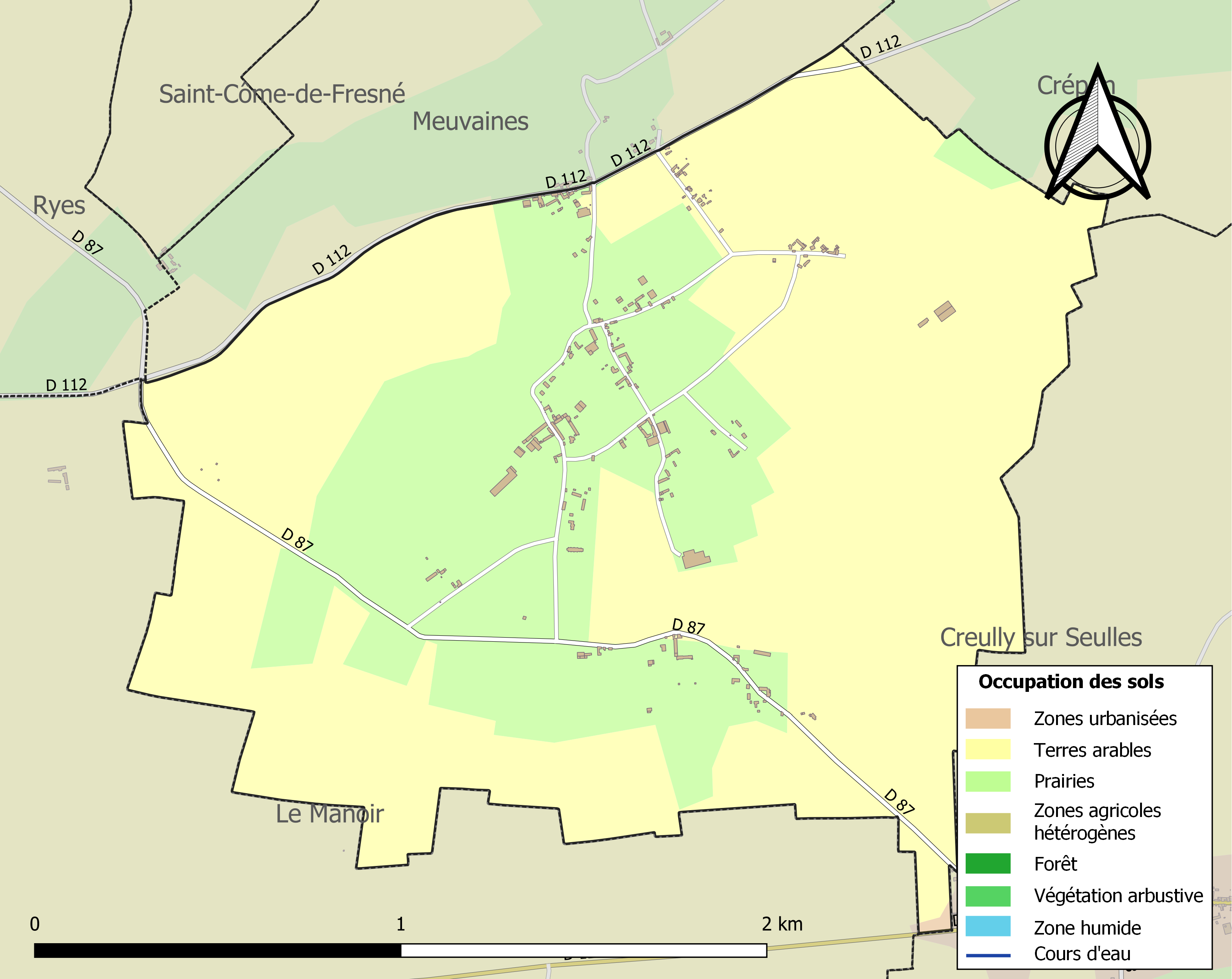
Carte des infrastructures et de l'occupation des sols de la commune en 2018 (CLC).

## Toponymie
Le nom de la localité est attesté sous les formes : Basonni villa en 876 ; Bazenvilla en 1089 ; Basenville en 1278 ; Bazanville en 1801 est l'un des noms en ville le plus anciennement attesté en Normandie avec Bourville en Seine-Maritime (Bodardi villa 715).
Pour Dauzat, ce toponyme viendrait du nom d'homme germanique Basinus précédent villa, équivalent de domaine.

## Histoire

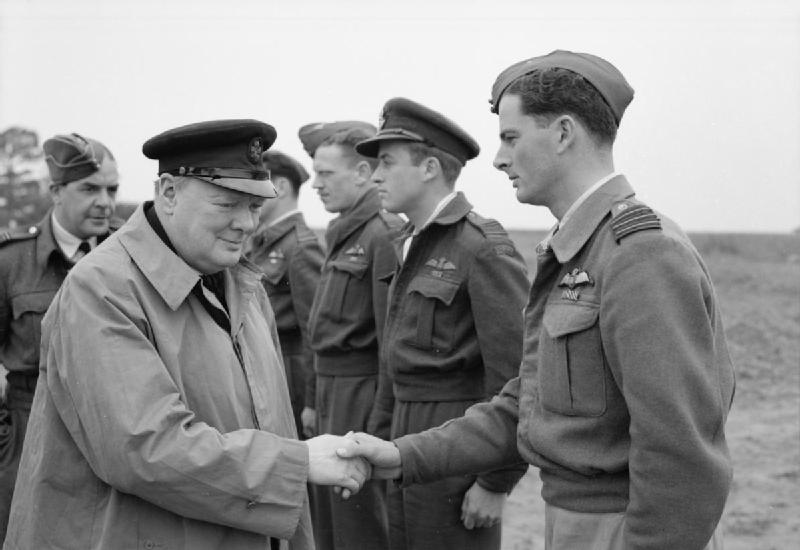
Winston Churchill saluant des pilotes à B2/Bazenville.

Bazenville est libérée au lendemain du débarquement, le 7 juin 1944. Un aérodrome provisoire (désigné en anglais comme Airfield Bazenville, Advanced Landing Ground B-2 Bazenville) est aménagé sur les communes de Bazenville, Villiers-le-Sec (ancienne commune de Creully-sur-Seulles), Creully (ancienne commune de Creully-sur-Seulles) et jusqu'à la limite périphérique ouest de Crépon sans s'étendre sur ce territoire.
C'est sur cet aérodrome que l'as français Pierre Clostermann se pose le 11 juin 1944, pour la première fois en France après son entrée en guerre en 1942. « Toute ma vie j'aurai le souvenir des gens de Bazenville, les premiers Français à qui j'ai parlé. »

## Politique et administration
| Période                                  | Période      | Identité         | Étiquette | Qualité                       |
| ---------------------------------------- | ------------ | ---------------- | --------- | ----------------------------- |
| avant 1981                               | janvier 2005 | Pierre Vallerend | -         | Agriculteur                   |
| janvier 2005                             | En cours     | Marcel Dubois    | SE        | Directeur de travaux retraité |
| Les données manquantes sont à compléter. |              |                  |           |                               |

## Démographie
L'évolution du nombre d'habitants est connue à travers les recensements de la population effectués dans la commune depuis 1793. Pour les communes de moins de 10 000 habitants, une enquête de recensement portant sur toute la population est réalisée tous les cinq ans, les populations de référence des années intermédiaires étant quant à elles estimées par interpolation ou extrapolation. Pour la commune, le premier recensement exhaustif entrant dans le cadre du nouveau dispositif a été réalisé en 2006.
En 2022, la commune comptait 144 habitants, en évolution de +5,88 % par rapport à 2016 (Calvados : +1,58 %, France hors Mayotte : +2,11 %).
| 1793 | 1800 | 1806 | 1821 | 1831 | 1836 | 1841 | 1846 | 1851 |
| ---- | ---- | ---- | ---- | ---- | ---- | ---- | ---- | ---- |
| 381  | 321  | 411  | 409  | 371  | 370  | 361  | 362  | 338  |

| 1856 | 1861 | 1866 | 1872 | 1876 | 1881 | 1886 | 1891 | 1896 |
| ---- | ---- | ---- | ---- | ---- | ---- | ---- | ---- | ---- |
| 328  | 316  | 302  | 291  | 283  | 272  | 251  | 229  | 228  |

| 1901 | 1906 | 1911 | 1921 | 1926 | 1931 | 1936 | 1946 | 1954 |
| ---- | ---- | ---- | ---- | ---- | ---- | ---- | ---- | ---- |
| 216  | 200  | 181  | 146  | 153  | 173  | 172  | 192  | 177  |

| 1962 | 1968 | 1975 | 1982 | 1990 | 1999 | 2006 | 2011 | 2016 |
| ---- | ---- | ---- | ---- | ---- | ---- | ---- | ---- | ---- |
| 196  | 177  | 149  | 164  | 145  | 144  | 145  | 146  | 136  |

| 2021 | 2022 | - | - | - | - | - | - | - |
| ---- | ---- | - | - | - | - | - | - | - |
| 142  | 144  | - | - | - | - | - | - | - |

## Culture locale et patrimoine

### Lieux et monuments
- Cimetière militaire britannique. Il compte 979 tombes de soldats, dont 630 Britanniques, 21 Canadiens, un Australien, un Polonais et 326 Allemands.
- Une plaque commémorative rappelle l'emplacement de l'aérodrome allié où atterrit Pierre Clostermann le 11 juin 1944.
- Église Saint-Martin, du XIIe siècle.
- Château de Bazenville, du XVIIIe siècle.

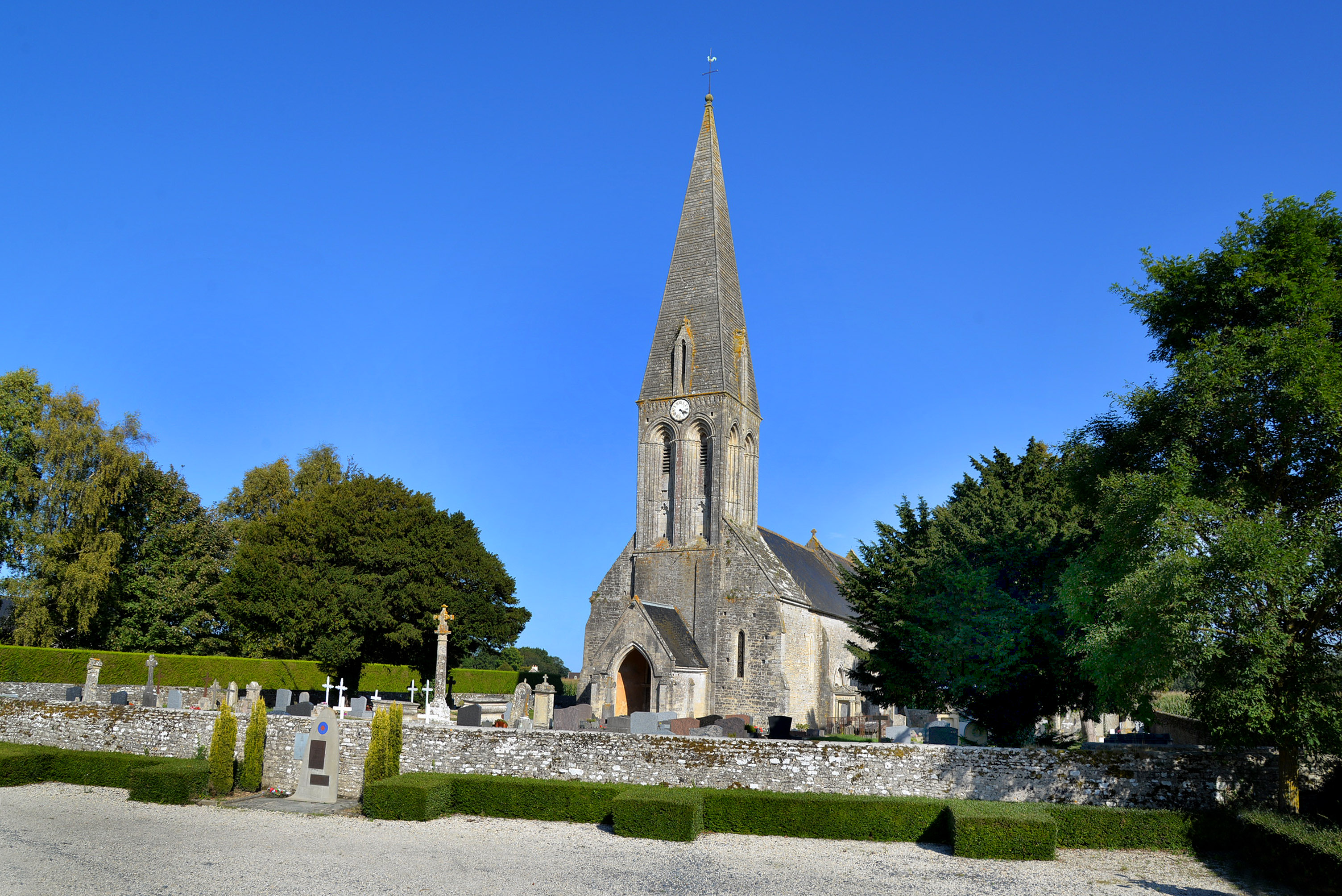
L'église Saint-Martin.
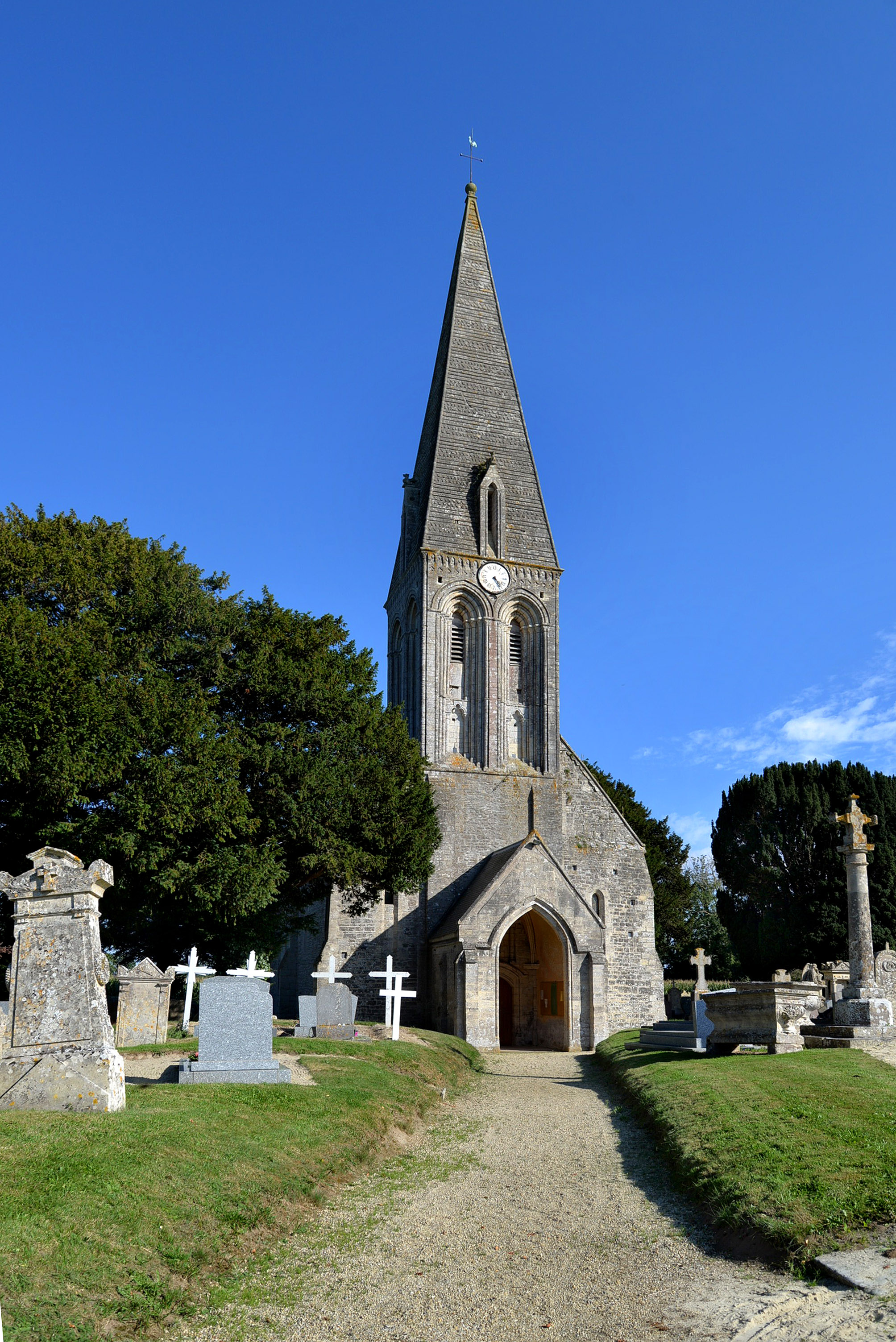
L'église Saint-Martin.
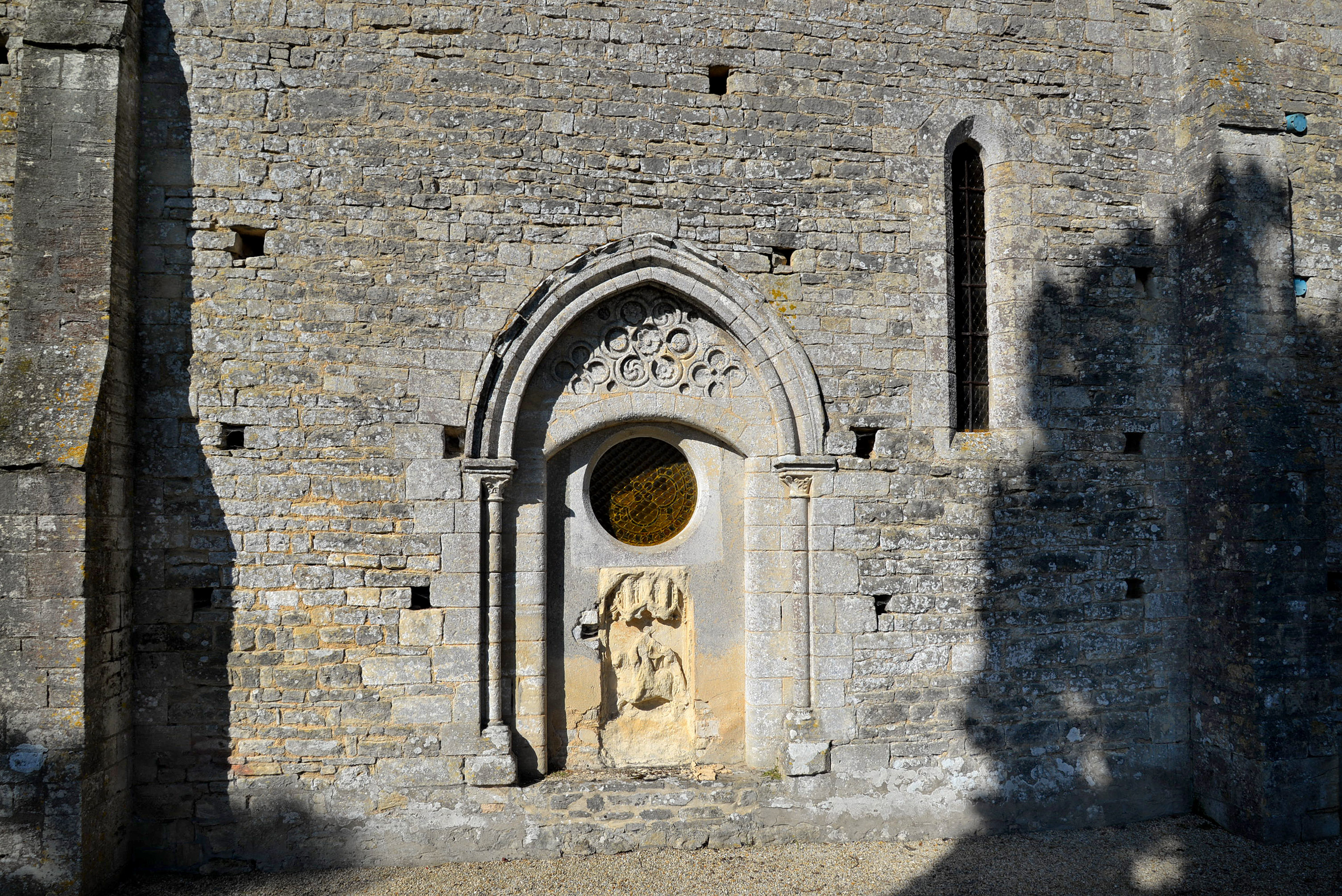
Une porte sud de l'église Saint-Martin avec bas-relief représentant saint Martin.
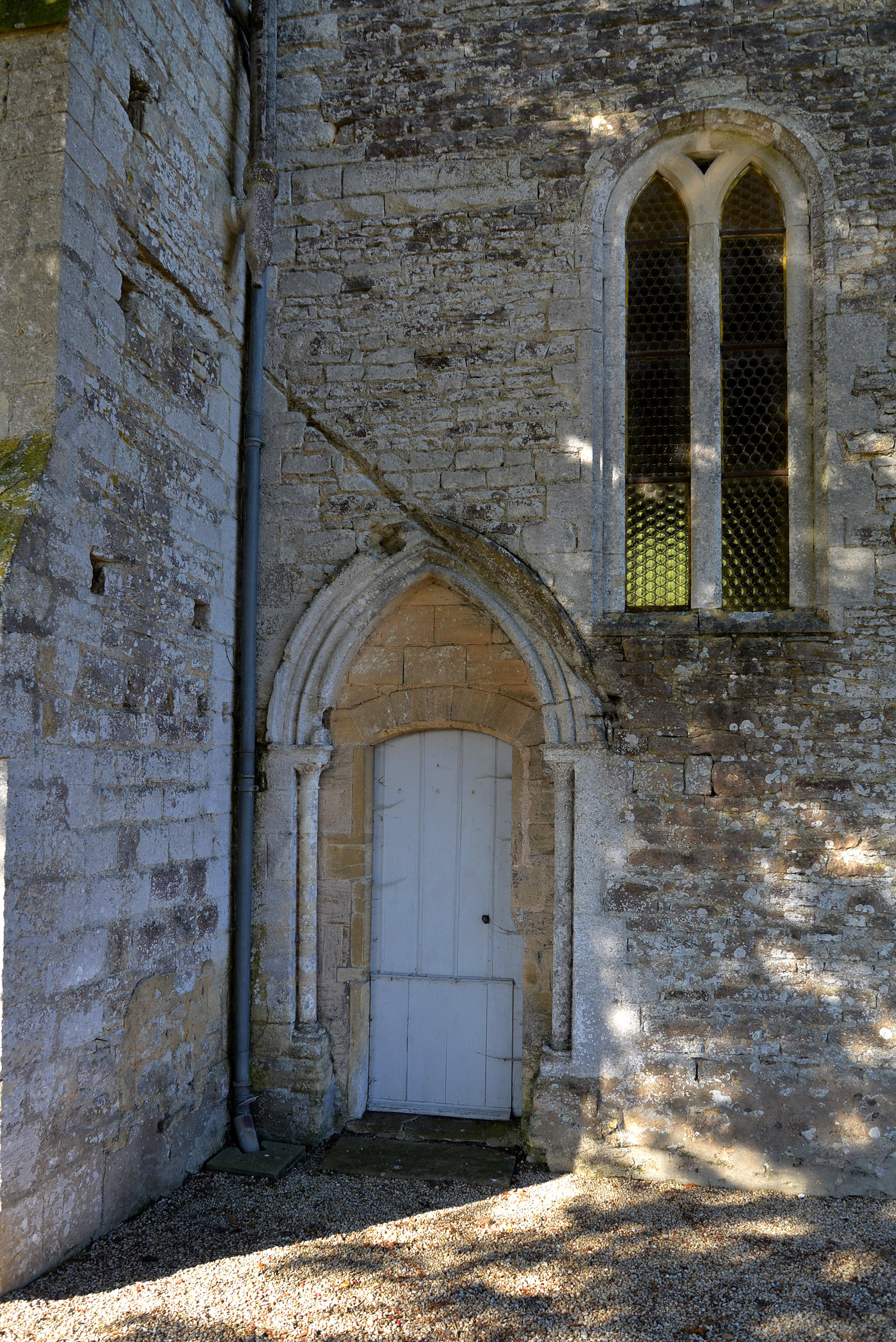
Une porte sud de l'église Saint-Martin.
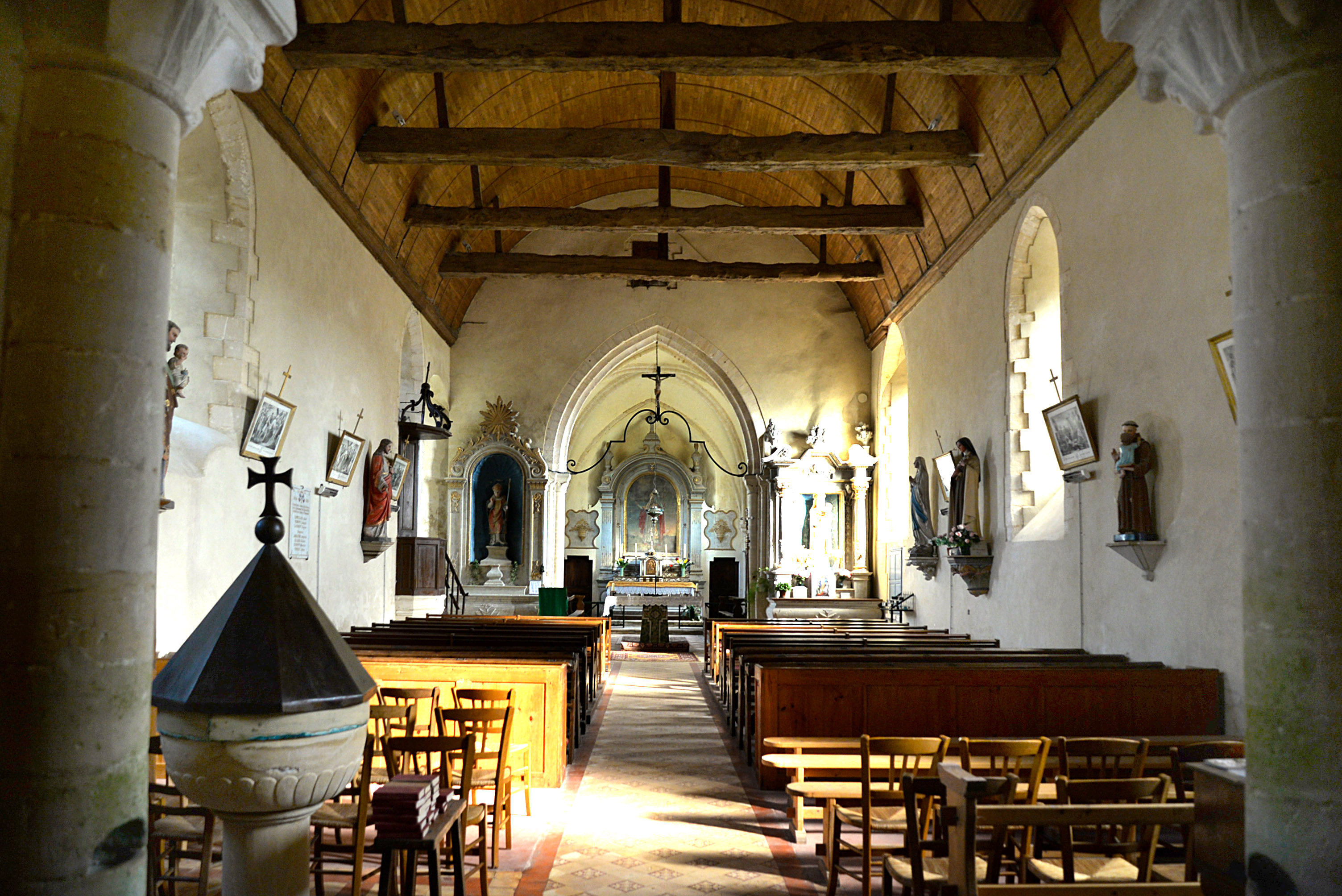
La nef de l'église Saint-Martin.
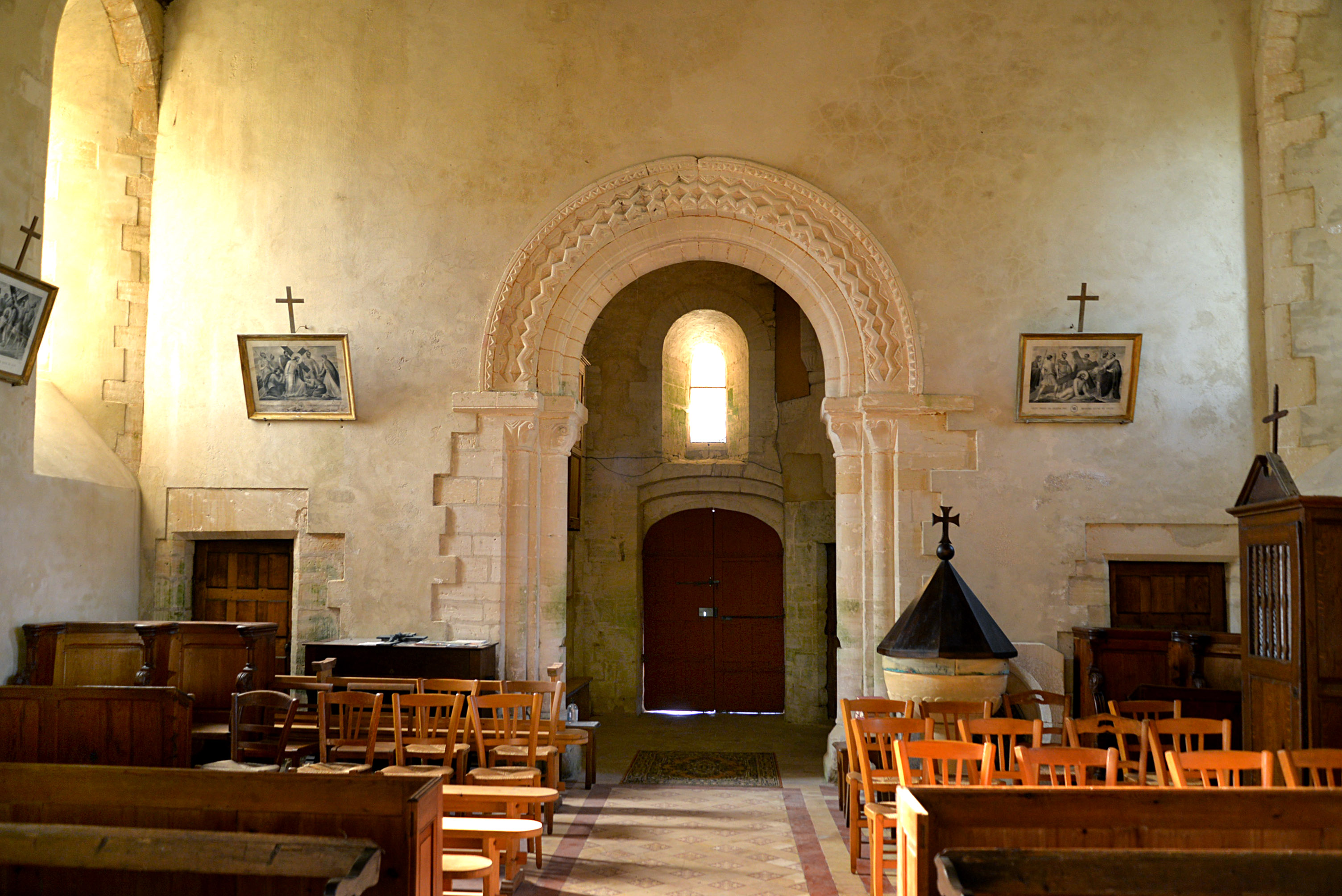
Porte romane dans l'église Saint-Martin.
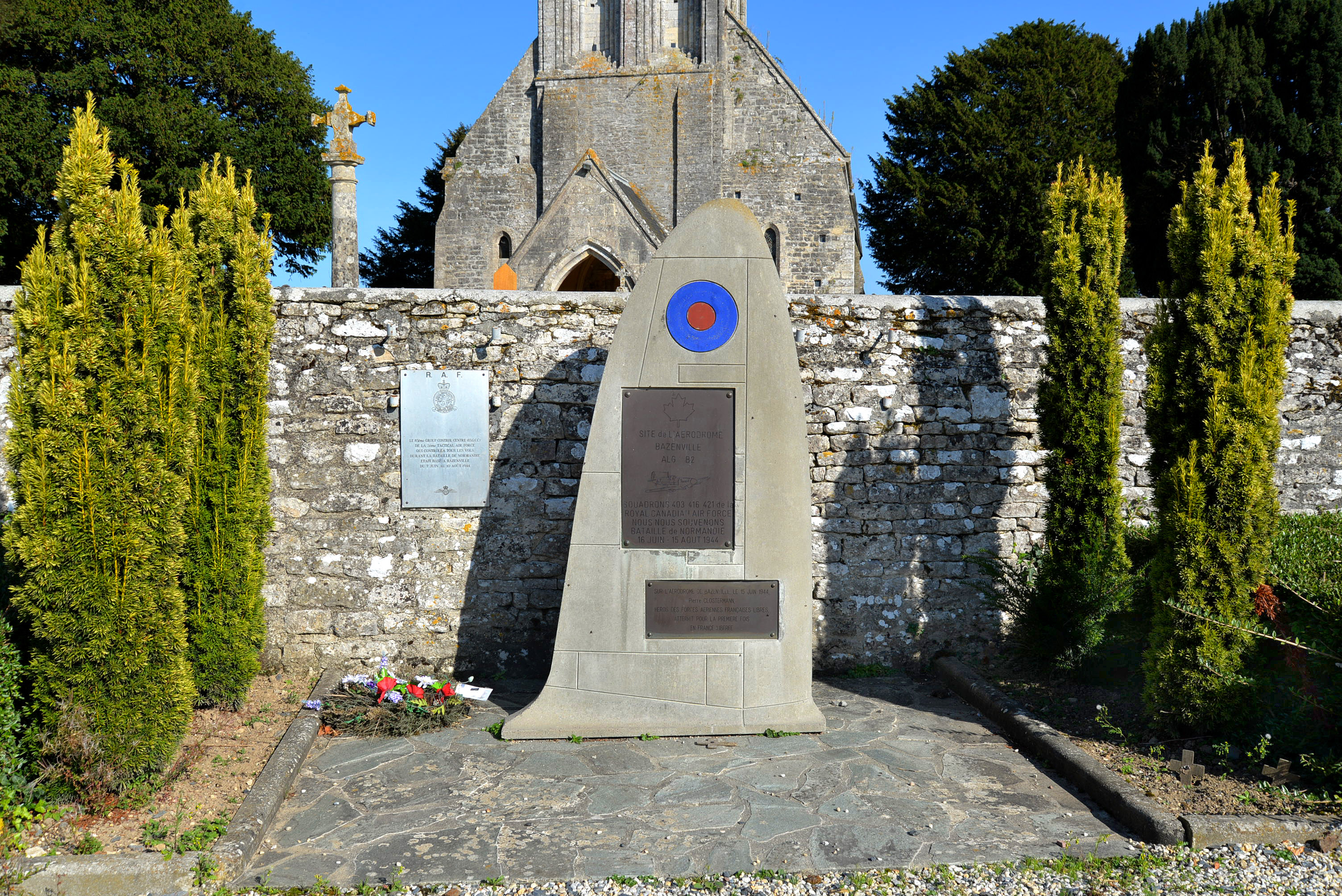
Le monument commémoratif 1944.
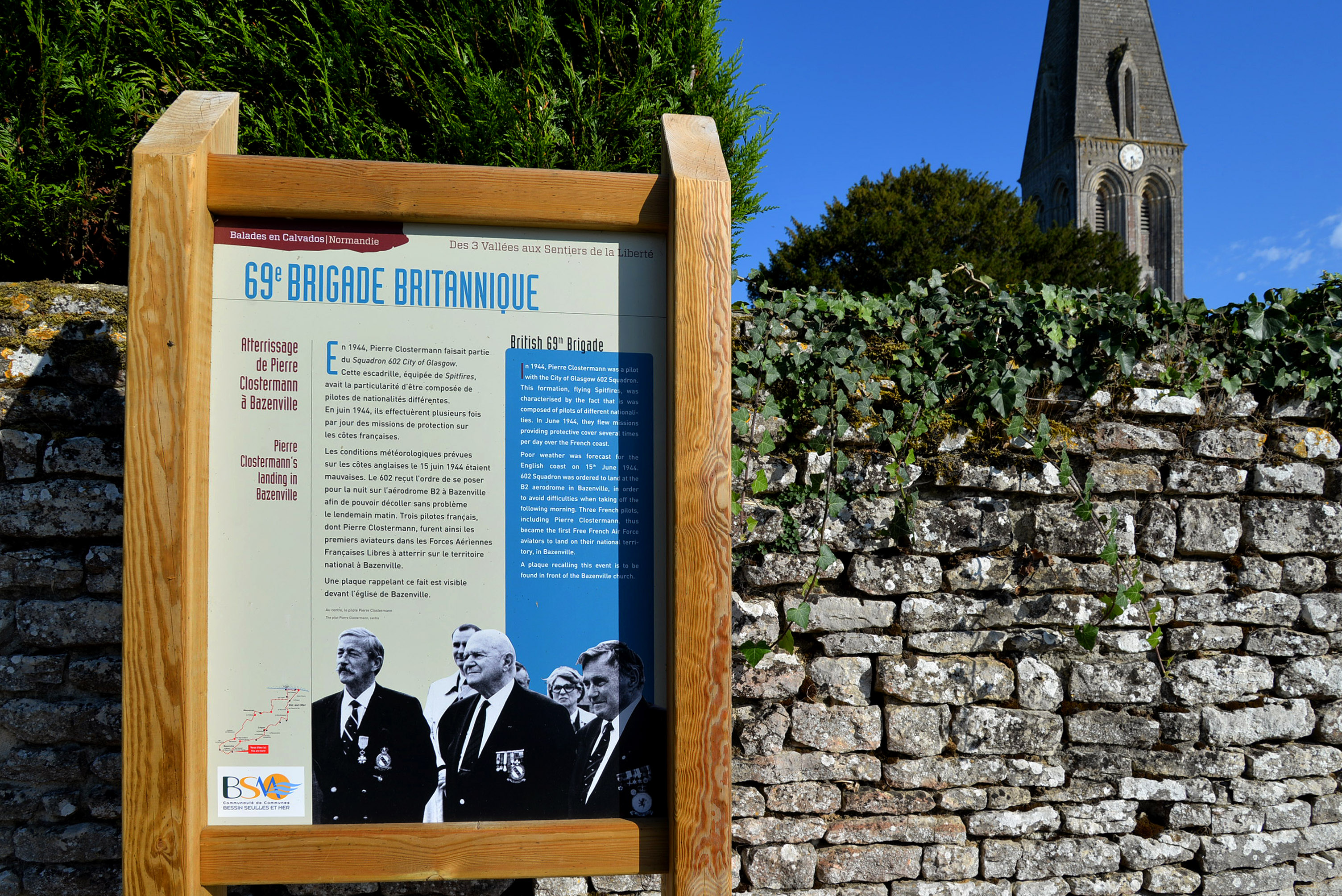
La plaque commémorative Pierre Clostermann en 1944.
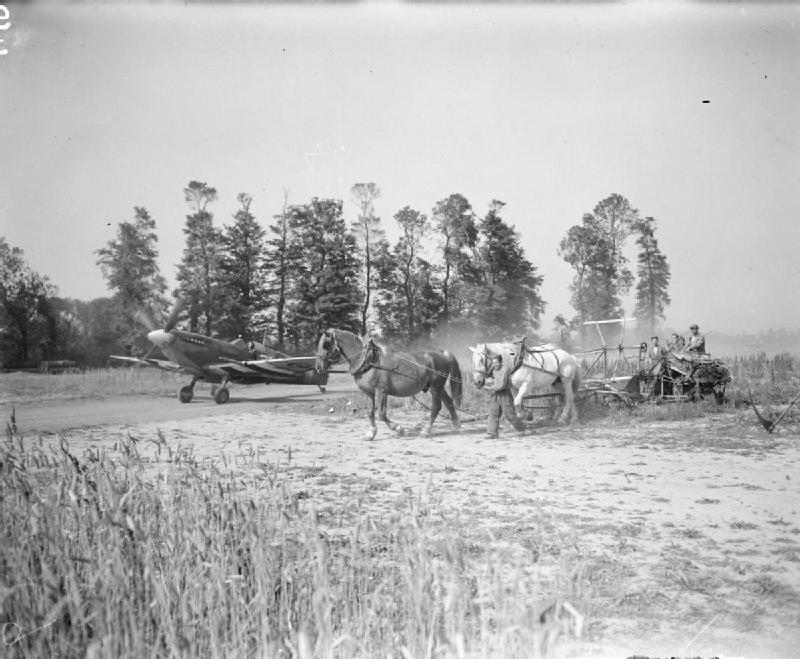
Moisson sur l'aérodrome de Bazenville à l'été 1944. Un Spitfire circule à l'arrière-plan.

### Personnalités liées à la commune
- Antoine Halley (1593 à Bazenville - 1675), poète.

### Héraldique
| Armes de Bazenville | Les armes de la commune de Bazenville se blasonnent ainsi : D'argent semé de billettes de gueules, au lion du même brochant sur le tout. |